# Asmahan Boudjadar
Asmahan Boudjadar é uma atleta argelina que disputa o arremesso de peso e o lançamento de dardo. Ela ganhou a medalha de ouro no arremesso F33 nos Jogos Paralímpicos de 2016.

## Carreira
Asmahan Boudjadar competiu em arremesso de peso no Campeonato Mundial de Atletismo de 2015, em Doha, no Catar. Ela efectuou uma pontuação nula no final, terminando em último lugar. Em março de 2016, ela quebrou o recorde de arremesso de peso da F33 com 5,56 metros no Grande Prémio dos Atletas do IPC, no Dubai. Boudjadar também lançou o dardo, onde ela estabeleceu um novo recorde mundial de F33.
Ela competiu nos seus primeiros Jogos Paraolímpicos de Verão em 2016 no Rio de Janeiro, Brasil, no final daquele ano. Participando no arremesso de peso feminino F33, ela conquistou a medalha de ouro com um novo recorde africano de 5,72 metros, ficando à frente de Sara Hamdi Masoud, do Qatar, e de Sara Alesanaani, dos Emirados Árabes Unidos, em segundo e terceiro lugares, respectivamente. Boudjadar falou após o evento, dizendo que ela sentiu que era a sua vingança após os resultados no Campeonato Mundial anterior. No primeiro Grand Prix de 2017, ela quebrou o recorde mundial do dardo mais uma vez, com um lançamento de 12,82 metros.